# キルポワエキゾースト
キルポワエキゾースト、キルポワエキスタン（Kylpor ejector）は、アンドレ・シャプロンが開発したキルシャップエキゾーストをアルゼンチンの著名な機関車エンジニアであるリビオ・ダンテ・ポルタによって改良されたエキゾーストシステム(蒸気機関車の排気システム)の一種。蒸気機関車では、シリンダーから煙突から出る蒸気を排出することにより、火室でドラフトが生成される。

## 概要
彼はリオ・タービオ鉄道で運転していた日本の三菱重工製蒸気機関車にGPCSとともに取り付け、倍以上の性能を発揮した。のちに彼はその改良案を日本に送り同じ仕様で製造された。